# Cittadinanza russa

Stemma della Federazione Russa

La cittadinanza russa (Гражданство России) è regolata dalla legge federale riguardante la cittadinanza della Federazione Russa, dalla Costituzione della Federazione Russa (del 1993) e dai trattati internazionali che comprendono tematiche sulla cittadinanza a cui la Federazione Russa partecipa. In conformità con la supremacy clause della Costituzione, i trattati internazionali ratificati dalla Federazione Russa hanno la precedenza sul diritto russo.

## Terminologia
In russo c'è una distinzione tra i cittadini della Russia, denominati rossijane, e le persone di etnia russa, indicate come russkie.  Coloro che hanno ricevuto la cittadinanza russa attraverso la naturalizzazione, quindi, diventano rossijane, indipendentemente dall'appartenenza etnica e della lingua-madre. La parola rossijane è stata coniata nel XVIII da Mihail Lomonosov.
La costituzione Russa usa la formula «Noi, il popolo multietnico della Federazione Russa». I cittadini russi di ogni etnia sono in grado di dichiarare, su base volontaria, la propria etnia. La Costituzione della Russia afferma: «Ogni individuo ha il diritto di stabilire e dichiarare la propria etnia. Nessuno può essere costretto a determinare e dichiarare la propria etnia». Secondo il censimento russo del 2010, in Russia convivono 194 gruppi etnici.

## Storia
Il regno russo nel XVI secolo divenne uno stato multietnico. Da allora la parola rossijane, coniata da Lomonosov, è stata ampiamente utilizzata. Dopo la caduta dell'Impero Russo, l'espressione "popolo sovietico" è stata utilizzata per la popolazione dell'Unione Sovietica, indipendentemente dall'appartenenza etnica. Dopo la dissoluzione dell'URSS si è tornati ad utilizzare la parola rossijane in luogo di sovetskie.

### Periodo post-sovietico
Fino al 1990 la Repubblica Socialista Federativa Sovietica Russa (RSFSR) è stata soggetta alla federazione sovietica. Nello stesso anno, il 12 giugno, la RSFSR fu dichiarata Stato sovrano, benché l'Unione Sovietica non venne abolita prima della fine del 1991. L'articolo 11 della dichiarazione di sovranità statale introdusse la cittadinanza della RSFSR. Il testo della legge sulla cittadinanza era pronto nell'estate del 1991, ma non venne adottato dal Consiglio Supremo  fino al 28 novembre 1991. Il 23 gennaio 1992 furono apportati al testo alcuni cambiamenti a seguito della dissoluzione dell'URSS. Il testo finale fu firmato dal Presidente ed infine entrò in vigore al momento della sua pubblicazione il 6 febbraio 1992.

### Legge sulla cittadinanza del 1991
Ai sensi dell'articolo 13 gli ex-cittadini sovietici risultanti tra i residenti permanenti della RSFSR alla data del 6 febbraio 1992 furono riconosciuti come cittadini della RSFSR. Coloro che espressero la volontà di non diventare cittadini della RSFSR entro il 6 febbraio 1993 non furono riconosciuti come tali. Il decreto N 5206/1-1 del Consiglio Supremo riconosceva come cittadini russi:
- Coloro che lasciarono la RSFSR prima del 6 febbraio 1992 per motivi di studio, lavoro, cure mediche o per motivi personali e che tornarono dopo il 6 febbraio 1992
- Il personale militare della RSFSR all'estero

Gli ex-cittadini sovietici nati dopo il 30 dicembre 1922 in territorio russo o nati da un genitore cittadino sovietico con residenza permanente nella RSFSR furono riconosciuti come cittadini della RSFSR alla nascita.
La cittadinanza russa può essere acquisita:
- alla nascita
- tramite registrazione
- per naturalizzazione
- tramite ripristino della cittadinanza
- per scelta
- tramite la cittadinanza dei genitori.

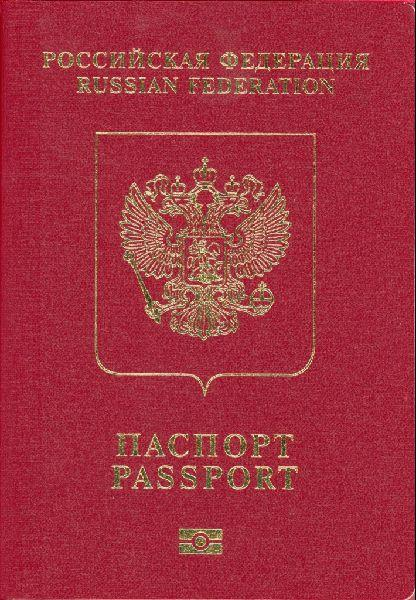
Il passaporto russo è un aspetto visibile della cittadinanza russa

### Legge sui connazionali del 1999
Nel 1999 l'Assemblea federale approvò, nonostante il veto del Presidente, la legge sulla politica statale per i connazionali all'estero. L'articolo 11 stabilì che tutti gli ex-cittadini sovietici e i loro discendenti avrebbero dovuto essere riconosciuti come cittadini russi, a meno che essi non avessero espresso l'intenzione di mantenere la cittadinanza di un altro Stato. Tuttavia questo articolo venne revocato nel 2002 e le persone coinvolte dal presente articolo non sono in genere riconosciute dalle autorità e dalla magistratura come cittadini della Federazione Russa, a meno che non fossero già in possesso dei documenti che ne attestassero la cittadinanza russa prima della revoca dell'articolo. Non sono stati rilasciati commenti ufficiali su come questo articolo debba essere interpretato.

## Legge sulla cittadinanza del 2002
Nel 2002 una nuova legge sulla cittadinanza, sostenuta dal presidente Vladimir Putin, sostituì la precedente legge del 1991.
La cittadinanza russa può essere acquisita:
- alla nascita
- per naturalizzazione
- tramite il ripristino della cittadinanza;
- tramite alla cittadinanza dei genitori.

Le regole della cittadinanza per nascita in genere seguono il principio dello ius sanguinis, anche se un minore può essere riconosciuto come cittadino russo nei seguenti casi:
- se nessuno dei genitori è cittadino russo ma entrambi risiedono permanentemente in Russia, ed il figlio è nato in Russia e non acquisisce altra cittadinanza
- se il minore è stato trovato abbandonato in territorio russo e i genitori rimangono ignoti per più di sei mesi

La naturalizzazione è di solito concessa se il richiedente soddisfa i seguenti requisiti:
- ha risieduto in Russia per almeno cinque anni
- giura di rispettarne le leggi
- ha una fonte legale di reddito
- parla la lingua russa

In certi casi, alcuni dei (o perfino tutti) requisiti di cui sopra possono essere derogati da un ordine esecutivo del Presidente, come è successo il 3 gennaio 2013, quando il presidente russo Vladimir Putin firmò un ordine esecutivo che concedeva la cittadinanza russa all'attore francese Gérard Depardieu ai sensi dell'articolo 89 della Costituzione della Federazione Russa.
Il ripristino della cittadinanza avviene secondo le stesse regole della naturalizzazione; unica eccezione è il requisito di residenza, ridotto in questo caso ad almeno tre anni.
Una clausola speciale ha reso possibile per gli ex-cittadini dell'URSS di fare domanda per la cittadinanza russa prima del 2009. Gli unici requisiti sono stati il possesso di un qualsiasi permesso di soggiorno o la registrazione come residente permanente della Russia al 1 luglio 2002, oltre ai requisiti di cui ai punti 2 e 4 richiesti per la naturalizzazione.
I minori seguono generalmente la cittadinanza dei genitori. Se almeno uno o entrambi i genitori ottengono la cittadinanza russa, i loro figli minori diventano a loro volta cittadini russi. Se almeno uno o entrambi i genitori perdono la cittadinanza russa, i loro figli minori la perdono a loro volta. Un minore può acquisire o perdere la cittadinanza russa mediante richiesta dei genitori se almeno un genitore è cittadino russo.

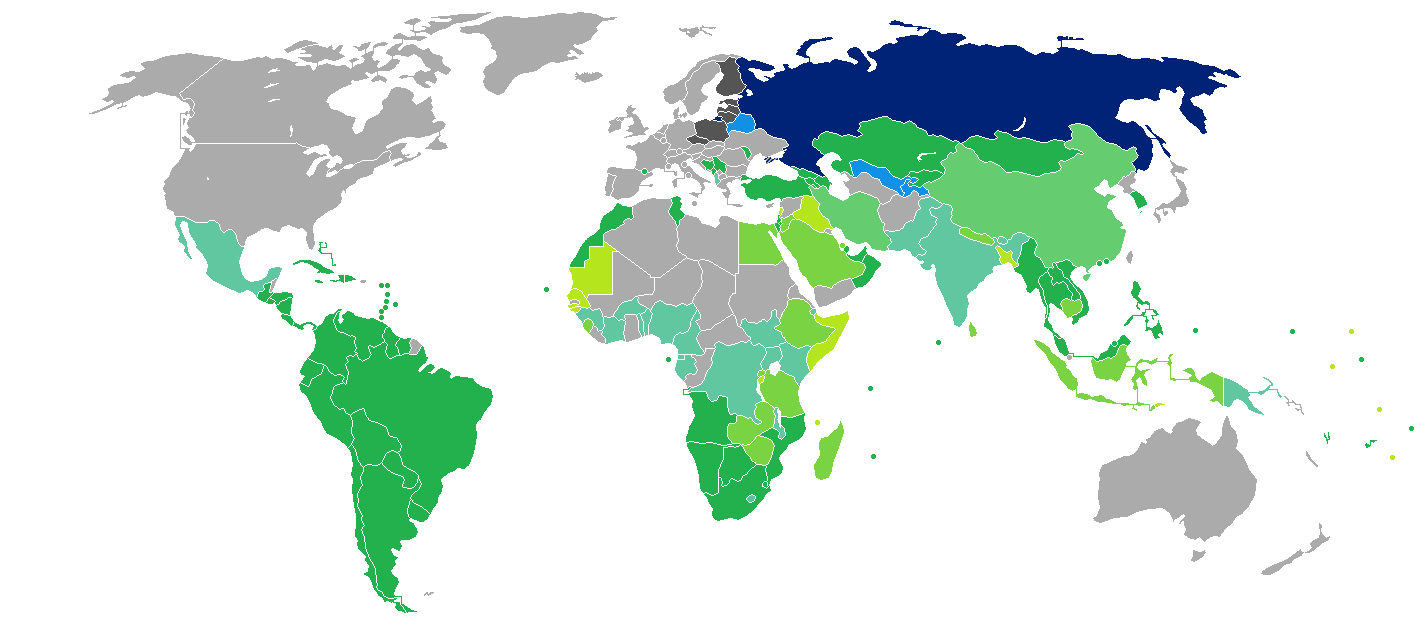
Paesi e territori con obbligo di visto o visto all'arrivo per i detentori di regolare passaporto russo:
Russia
Visto non richiesto con passaporto interno
Visto non richiesto
Visto all'arrivo
Autorizzazione elettronica o visto elettronico
Visto disponibile sia all'arrivo che online
Visto richiesto prima dell'arrivo

     Russia
     Visto non richiesto con passaporto interno
     Visto non richiesto
     Visto all'arrivo
     Autorizzazione elettronica o visto elettronico
     Visto disponibile sia all'arrivo che online
     Visto richiesto prima dell'arrivo

## Obbligo di visto
L'obbligo di visto per i cittadini russi è una restrizione amministrativa all'ingresso imposta dalle autorità di altri paesi nei confronti di cittadini russi. Nel 2016 i cittadini russi hanno avuto accesso senza visto o con visto all'arrivo a 105 Paesi e territori. Il passaporto russo si posiziona al 48º posto del Visa Restrictions Index.

## Trattati internazionali in materia di cittadinanza

### Trattati della Comunità Economica Eurasiatica
La Federazione russa ha un trattato sia con il Kazakistan che con il Kirghizistan. Esiste anche un trattato multilaterale tra la Federazione Russa, il Kazakistan, il Kirghizistan e la Bielorussia.
I cittadini dei rispettivi stati che si recano in Russia per ottenere la residenza permanente hanno diritto di ottenere la cittadinanza russa se soddisfano almeno uno dei seguenti requisiti: 
- sono stati cittadini della Repubblica Socialista Federativa Sovietica Russa
- sono nati nel territorio della Repubblica Socialista Federativa Sovietica Russa
- vivevano nel territorio della Repubblica Socialista Federativa Sovietica Russa prima del 21 dicembre 1991
- hanno parenti che sono cittadini o residenti permanenti della Federazione Russa

Fino alla fine del 2003 questi trattati venivano di fatto ignorati dalle autorità russe. Il decreto presidenziale N 1545 fornì le modalità per l'attuazione dei trattati. Tuttavia il decreto prevede che il richiedente fornisca delle prove che attestino l'autorizzazione del suo Stato di appartenenza a risiedere in Russia. Ciò non è conforme ai trattati ed ottenere la cittadinanza in questa modo è molto più difficile o addirittura impossibile in alcuni casi. La Corte Suprema della Federazione Russa ha dichiarato che si deve dimostrare, in conformità con i trattati, che il richiedente è arrivato in Russia per risedervi in maniera permanente e non temporanea. Questo può essere dimostrato in conformità con la legge russa. Secondo la legge sullo status dei cittadini stranieri nella Federazione russa, per ottenere il permesso di soggiorno temporaneo o permanente in Russia non è necessaria alcuna autorizzazione da altri Stati, quindi tecnicamente ogni persona che risiede legalmente in Russia può richiedere un permesso di soggiorno temporaneo, ed in seguito un permesso di soggiorno permanente. Sebbene l'interpretazione della legge federale data dalla Suprema Corte sia incompatibile con il Decreto Presidenziale, l'articolo non è stato abrogato.

### Trattati sulla doppia cittadinanza
I seguenti trattati internazionali contengono norme relative alla doppia cittadinanza: 
- Trattato tra la Federazione russa e la Repubblica di Tagikistan del 1995.
- Trattato tra la Federazione Russa e la Repubblica del Turkmenistan del 1993, il cui attuale status è in discussione.

Il Trattato di Amicizia, Cooperazione e Sicurezza Reciproca tra la Federazione russa e la Repubblica di Armenia, siglato il 29 dicembre 1991, concede il diritto di acquisire la cittadinanza di entrambi gli stati ai cittadini della Russia e dell'Armenia.
Essendo la Federazione Russa lo stato successore dell'Unione Sovietica, alcuni trattati sovietici sulla doppia cittadinanza sono ancora in vigore. Per questo motivo è in vigore la Convenzione sulla nazionalità delle donne sposate.

### Convenzione europea sulla nazionalità
La Convenzione europea sulla nazionalità è stata firmata, ma non ratificata, dalla Federazione Russa. È vincolante per l'estensione delle disposizioni della Convenzione di Vienna sui dritti dei trattati. La legislazione nazionale sulla cittadinanza è solitamente ritenuta conforme alla convenzione.